# Ponti sul Po
Nelle tabelle seguenti sono elencati i ponti che attraversano il fiume Po.
Sono omesse le opere minori dei primi chilometri del corso del fiume, a monte del centro abitato di Sanfront.
I ponti sono ordinati da monte a valle. Per ciascun manufatto, è indicato per prima l'unità amministrativa (comune, provincia) situata alla sinistra idrografica.

## Corso principale (tratto comune, Po di Venezia e Po di Pila)
| Nome                                                 | Comune                                         | Provincia               | Tipo                   | Infrastruttura passante                                                                                           | Foto | Entrata in servizio | Note |
| ---------------------------------------------------- | ---------------------------------------------- | ----------------------- | ---------------------- | --- | ---- | ------------------- | --- |
|                                                      | Sanfront                                       | Cuneo                   | Stradale               | SP 26 |      |                     | |
|                                                      | Martiniana Po                                  | Cuneo                   | Stradale               | SP 26 |      |                     | |
|                                                      | Revello                                        | Cuneo                   | Stradale               | Strada locale (via Sant’Ilario)                                                                                   |      |                     | |
|                                                      | Revello - Saluzzo                              | Cuneo                   | Stradale               | SP 26 |      |                     | |
|                                                      | Saluzzo                                        | Cuneo                   | Stradale               | SP 589 |      |                     | |
| Ponte di Cardè                                       | Cardè                                          | Cuneo                   | Stradale               | SP 29 |      | 1919                | Primo ponte sul Po costruito in cemento armato. |
|                                                      | Villafranca Piemonte - Moretta                 | Torino - Cuneo          | Stradale               | SP 1 |      |                     | |
|                                                      | Pancalieri                                     | Torino                  | Stradale               | SP 149 |      |                     | |
|                                                      | Casalgrasso                                    | Cuneo                   | Stradale               | SP 663 |      |                     | |
|                                                      | Carignano                                      | Torino                  | Stradale               | SS 20 "del Colle di Tenda e di Valle Roja"                                                                        |      |                     | |
| Ponte di Carignano - Villastellone                   | Carignano                                      | Torino                  | Stradale               | SP 122 |      | 1951                | Ponte in legno del XVII secolo, sostituito nel 1989 da ponte in muratura. Distrutto durante la seconda guerra mondiale e ricostruito nell'immediato dopoguerra nella forma attuale, sospeso, in calcestruzzo armato. |
|                                                      | La Loggia - Moncalieri                         | Torino                  | Autostradale           | A 55 tangenziale Sud di Torino                                                                                    |      |                     | |
| Ponte della Tangenziale                              | Moncalieri                                     | Torino                  | Autostradale           | A 55 diramazione per Moncalieri                                                                                   |      | 1970                | Parte della diramazione che collega la tangenziale Sud di Torino a corso Trieste e al centro della città |
|                                                      | Moncalieri                                     | Torino                  | Ferroviario            | Ferrovia Torino - Savona (doppio binario, elettrificata) Ferrovia Torino - Genova (doppio binario, elettrificata) |      | 1949                | Prima costruzione nel 1848, rimosso nel 1939 per obsolescenza. Ponte attuale costruito nel decennio successivo, e danneggiato durante la seconda guerra mondiale. Raddoppiato qualche metro a monte nel 1970, per esigenze di traffico ferroviario. |
| Ponte Caduti di Timisoara                            | Moncalieri                                     | Torino                  | Stradale               | Strada omonima |      | 1970                | Costruito sulla sede del precedente Ponte dei Cavalieri. |
| Ponte dei Cavalieri                                  | Moncalieri                                     | Torino                  | Stradale               | Corso Trieste |      | 1945                | Primo ponte inaugurato nel 1255, poco più a monte dell'attuale. Multipli danneggiamenti e ricostruzioni nei secoli successivi. Crollato nel 1939 e ricostruito nella forma attuale durante la seconda guerra mondiale. |
| Passerella Turin Marathon                            | Torino                                         | Torino                  | Ciclopedonale          | |      | 1961                | Precedentemente nota come "Passerella Italia '61", costruita in occasione dell'Esposizione Internazionale del Lavoro (1961) |
| Ponte Franco Balbis                                  | Torino                                         | Torino                  | Stradale               | Strada omonima |      | 1928                | Precedentemente noto come "Ponte Vittorio Emanuele III" |
| Ponte Principessa Isabella di Savoia                 | Torino                                         | Torino                  | Stradale               | Strada omonima |      | 1880                | |
| Ponte Umberto I                                      | Torino                                         | Torino                  | Stradale               | Strada omonima |      | 1907                | |
| Ponte Vittorio Emanuele I                            | Torino                                         | Torino                  | Stradale, tranviario   | Strada omonima |      | 1813                | |
| Ponte Regina Margherita                              | Torino                                         | Torino                  | Stradale, tranviario   | Strada omonima |      | 1972                | |
| Passerella Chiaves - Carrara                         | Torino                                         | Torino                  | Ciclopedonale          | |      | 2005                | Piloni in calcestruzzo armato, impalcato in acciaio. |
| Ponte Sassi                                          | Torino                                         | Torino                  | Stradale, tramviario   | Strada omonima |      | 1927                | In calcestruzzo armato. |
| Ponte Diga                                           | Torino                                         | Torino                  | Stradale               | Strada omonima |      | 1953                | Regge il sovrastante bacino del Pascolo. Alimenta la vicina centrale idroelettrica IREN San Mauro. |
| Ponte Vittorio Emanuele III                          | San Mauro Torinese                             | Torino                  | Pedonale               | Strada omonima |      | 1912                | |
| Ponte Undici Settembre                               | San Mauro Torinese                             | Torino                  | Stradale               | Strada omonima |      | 1990                | Il ponte Undici Settembre è il secondo da sinistra nella foto |
|                                                      | Settimo Torinese - Castiglione Torinese        | Torino                  | Stradale               | SP 92 |      | 1952                | In calcestruzzo armato. |
| Ponte di Gassino                                     | San Raffaele Cimena                            | Torino                  | Stradale               | SP 500 |      | 2010                | |
| Ponte di Chivasso                                    | Chivasso                                       | Torino                  | Stradale               | Collegamento SP 11-04 e SP 590                                                                                    |      | 1997                | Precedente struttura di metà Ottocento, crollata nel novembre 1994 durante la "Grande alluvione". Ricostruito nel 1995-1997. |
|                                                      | San Sebastiano da Po                           | Torino                  | Ferroviario            | Ferrovia Chivasso - Asti (singolo binario, non elettrificata, uso turistico)                                      |      | 2000                | Ponte precedente del 1912, danneggiato gravemente dalla "Grande alluvione" del 1994. Ricostruito e riaperto nel 2000. |
|                                                      | San Sebastiano da Po                           | Torino                  | Stradale               | SP 94 |      | 2005                | Ponte Bailey dal 1995, durante la ricostruzione del ponte di Chivasso. A seguire trasformato nel ponte attuale, inaugurato nel 2005. |
| Ponte di Verrua o Ponte di Crescentino               | Verrua Savoia                                  | Torino                  | Stradale               | SP 107 |      | 1899                | Più antico ponte superstite nel tratto di Po tra Torino e Valenza |
| Ponte di Trino - Camino                              | Trino - Camino                                 | Vercelli - Alessandria  | Stradale               | SP 32 |      | 1949                | Estesa ristrutturazione nel 2021. |
|                                                      | Pontestura                                     | Alessandria             | Stradale               | SP 455 |      |                     | |
| Ponte stradale di Casale Monferrato                  | Casale Monferrato                              | Alessandria             | Stradale               | SP 31 |      | 1950 circa          | Precedente ponte di barche. Ponte sospeso in ferro del 1839, demolito nel 1880. Successivo ponte tradizionale con pile in mattoni e impalcato in ferro, danneggiato durante la seconda Guerra mondiale. Ricostruito nei primi anni '50 e raddoppiato nel 1989. |
| Ponte ferroviario di Casale Monferrato               | Casale Monferrato                              | Alessandria             | Ferroviario            | Ferrovia Chivasso - Alessandria (singolo binario, elettrificata)                                                  |      | 1946                | Struttura a travate metalliche del 1858, appartenente alla ferrovia Vercelli - Casale Monferrato e, dal 1887, utilizzato anche per la confluente Chivasso - Vercelli. Danneggiato durante la seconda Guerra mondiale. |
|                                                      | Casale Monferrato                              | Alessandria             | Autostradale           | Autostrada A 26                                                                                                   |      | 1978                | |
| Ponte di Ferro                                       | Valenza                                        | Alessandria             | Stradale - ferroviario | SS 494 e ferrovia Novara - Alessandria (doppio binario, elettrificata)                                            |      | 1947                | Struttura precedente della metà del XVIII secolo, distrutto nel 1814. Ponte ferroviario in muratura costruito negli anni 1847-1850. Nel 1887-1890 ampliato per utilizzo anche stradale. Distrutto durante la seconda Guerra Mondiale e ricostruito nel 1947. Il nome "Ponte di ferro" è dovuto all'iniziale destinazione ferroviaria e non al materiale.                                                                                        |
| Ponte di Pieve del Cairo                             | Pieve del Cairo - Isola Sant’Antonio           | Pavia - Alessandria     | Stradale               | SS 211 "della Lomellina"                                                                                          |      | 1955 circa          | Precedenti ponti di barche già a partire dal 1500, il primo in località Gambarana - Suardi. Ponte su chiatte di ferro nel dopoguerra, distrutto da una piena. Ponte in cemento armato costruito negli anni '50. |
| Ponte della Gerola o Ponte di Mezzana                | Mezzana Bigli                                  | Pavia                   | Stradale               | SS 755 "Gerolese" (ora SP 206)                                                                                    |      | 1916                | Ponte bowstring in ferro costruito negli anni 1914-1916 dalle Officine di Savigliano. Ha conservato il rivestimento originale in cubetti di porfido fino all'asfaltatura del 2022. |
|                                                      | Pieve Albignola - Corana                       | Pavia                   | Autostradale           | Autostrada A 7 |      | 1960 circa          | Ponte con carreggiata in direzione nord risalente alla fine degli anni '50 (pesante rifacimento nel 2023, utilizzando tecniche innovative). Negli anni '90 costruito manufatto analogo per la carreggiata in direzione sud. |
| Ponte di Mezzana Corti o Bressana                    | Bastida Pancarana                              | Pavia                   | Stradale - ferroviario | SP ex SS 35 e ferrovia Milano - Genova (doppio binario, elettrificata)                                            |      | 1865                | La strada scorre sopra la ferrovia. Il soprappasso ferroviario venne inaugurato nel 1911 |
| Ponte della Becca                                    | Linarolo - Mezzanino                           | Pavia                   | Stradale               | SS 617 "Bronese"                                                                                                  |      | 1910                | Precedente ponte di chiatte del 1865 |
| Ponte di Spessa                                      | Spessa - Arena Po                              | Pavia                   | Stradale               | SP 119 |      | 1973                | Precedente ponte di chiatte del 1912 |
| Ponte di Boscotosca                                  | Pieve Porto Morone - Castel San Giovanni       | Pavia - Piacenza        | Stradale               | SP ex SS 412 - SP 412 R                                                                                           |      | 1962                | Precedente ponte in barche del 1870 circa |
| Ponte stradale di Piacenza                           | San Rocco al Porto - Piacenza                  | Lodi - Piacenza         | Stradale               | SS 9 "Via Emilia"                                                                                                 |      | 2010                | Precedente ponte in ferro del 1908, crollato nel 2009 durante una piena. Temporaneamente sostituito con un ponte di barche e ricostruito. |
| Ponte ferroviario di Piacenza                        | San Rocco al Porto - Piacenza                  | Lodi - Piacenza         | Ferroviario            | Ferrovia Milano - Bologna (doppio binario, elettrificata)                                                         |      | 1947                | Strutture precedenti del 1861, 1865 e 1927. Ricostruito dopo i bombardamenti della seconda guerra mondiale. |
| Gasdotto Piacenza                                    | San Rocco al Porto - Piacenza                  | Lodi - Piacenza         | Gasdotto               | Metanodotto Cortemaggiore - Torino                                                                                |      | 1951                | Ponte sospeso. |
| Ponte autostradale di Piacenza                       | San Rocco al Porto - Piacenza                  | Lodi - Piacenza         | Autostradale           | Autostrada A 1 |      | 1959                | |
| Ponte strallato di Piacenza                          | San Rocco al Porto - Piacenza                  | Lodi - Piacenza         | Ferroviario            | Ferrovia Milano - Bologna AV (doppio binario, elettrificata)                                                      |      | 2009                | |
| Ponte di Castelnuovo - San Nazzaro                   | Castelnuovo Bocca d’Adda - Monticelli d’Ongina | Lodi - Piacenza         | Stradale               | SP 27 |      | 1970                | Precedente ponte di chiatte del 1930, bombardato nel 1944 e ricostruito. Ponte attuale in calcestruzzo del 1970. |
| Sbarramento di Isola Serafini                        | Castelnuovo Bocca d’Adda - Monticelli d’Ongina | Lodi - Piacenza         | Pedonale               | Attraversamento di servizio, chiuso al pubblico.                                                                  |      | 1958                | Il coronamento dello sbarramento della centrale di Isola Serafini, unitamente al doppio ponte di accesso all'isola, permette l'attraversamento completo del fiume. È chiuso al pubblico. |
| Ponte ferroviario di Cremona                         | Cremona - Castelvetro Piacentino               | Cremona - Piacenza      | Ferroviario            | Ferrovia Piacenza - Cremona (singolo binario, elettrificata)                                                      |      | 1990                | Fino alla sua costruzione, la ferrovia transitava su una travata apposita del ponte stradale a valle. Poco più a monte era posto il ponte sospeso del metanodotto Cortemaggiore - Caviaga, in funzione dal 1954 al 1987 |
| Ponte stradale di Cremona                            | Cremona - Castelvetro Piacentino               | Cremona - Piacenza      | Stradale               | SS 10 "Padana inferiore"                                                                                          |      | 1892                | Ponte di chiatte tra del 1862 e il 1892, posto più a valle. Sostituito da struttura fissa in ferro nel 1892. Largamente danneggiato dai bombardamenti della seconda guerra mondiale. Attualmente la porzione emiliana è originale, quella lombarda è stata ricostruita nel dopoguerra (1947). Fino alla costruzione del ponte ferroviario, ospitava anche la ferrovia Piacenza - Cremona su una travata separata, abbattuta nel 1990.           |
|                                                      | Gerre de’ Caprioli - Castelvetro Piacentino    | Cremona - Piacenza      | Autostradale           | Autostrada A 21                                                                                                   |      | 1971                | Lungo 1673 metri, all'epoca era il più grande manufatto sul corso del Po. |
| Ponte Giuseppe Verdi                                 | San Daniele Po                                 | Cremona                 | Stradale               | SP 33 |      | 1980                | |
| Ponte ferroviario di Casalmaggiore                   | Casalmaggiore - Colorno                        | Cremona - Parma         | Ferroviario            | Ferrovia Brescia - Parma (singolo binario, non elettrificata)                                                     |      | 1887                | Ponte originale del 1887 in ferro, danneggiato durante la seconda Guerra mondiale e ricostruito con analogo manufatto in ferro. |
| Ponte stradale di Casalmaggiore                      | Casalmaggiore - Colorno                        | Cremona - Parma         | Stradale               | SP ex SS 343 |      | 1958                | Ponte storico del 1760 su chiatte di legno, ricostruito nel 1863, sostituito nel 1906 con chiatte in cemento retinato. Ponte attuale in cemento armato costruito negli anni 1955-1958; al momento dell'inaugurazione era il più lungo d'Italia. |
| Ponte di Viadana - Boretto                           | Viadana - Boretto                              | Mantova - Reggio Emilia | Stradale               | SP 358 |      | 1967                | Ponte su chiatte in legno del 1865, sostituite con analoghe in cemento del 1912. Bombardato nel 1944, ricostruito nel dopoguerra sempre su chiatte. Struttura attuale del 1967. |
|                                                      | Dosolo - Guastalla                             | Mantova - Reggio Emilia | Stradale               | SP 53 |      | 1971                | Precedente ponte su barconi in cemento del 1927, bombardato nella seconda guerra mondiale e ricostruito nel 1952. Attuale struttura in cemento armato del 1971. |
| Ponte ferroviario di Borgoforte                      | Borgo Virgilio - Motteggiana                   | Mantova                 | Ferroviario            | Ferrovia Verona - Mantova - Modena (singolo binario, elettrificata)                                               |      | 1946                | Precedente struttura in ferro del 1874, distrutta durante la seconda guerra mondiale e ricostruita nel 1946. |
| Ponte stradale di Borgoforte                         | Borgo Virgilio - Motteggiana                   | Mantova                 | Stradale               | SP ex SS 62 |      | 1965 circa          | Storico transito del fiume già dal periodo medievale con ponti temporanei. Ponte di chiatte tra il 1870 e il 1945, ricostruito dopo i bombardamenti. Nei primi anni 60 costruito il ponte attuale in cemento. |
|                                                      | Bagnolo San Vito - San Benedetto Po            | Mantova                 | Autostradale           | Autostrada A 22                                                                                                   |      |                     | A breve distanza dal ponte attuale, durante la seconda Guerra Mondiale, era attivo un ponte su chiatte a scopo militare. |
| Ponte di San Benedetto Po                            | Bagnolo San Vito - San Benedetto Po            | Mantova                 | Stradale               | SP ex SS 413 |      | 2024                | Nel 1893 costruito un ponte di chiatte con materiale derivante dallo smantellamento del ponte di Cremona. Sostituito da struttura fissa in cemento armato nel 1966. Nel 2024 inaugurato il nuovo ponte bowstring. |
| Ponte sul Po tra Ostiglia e Revere                   | Ostiglia - Borgo Mantovano                     | Mantova                 | Stradale               | SS 12 "dell'Abetone e del Brennero"                                                                               |      | 1911                | Pesantemente danneggiato durante la seconda Guerra mondiale. Singolo binario ferroviario dismesso nel 2008 |
| Nuovo ponte ferroviario sul Po tra Ostiglia e Revere | Ostiglia - Borgo Mantovano                     | Mantova                 | Ferroviario            | Ferrovia Bologna - Verona (doppio binario, elettrificata)                                                         |      | 2008                | |
|                                                      | Castelnuovo Bariano - Sermide e Felonica       | Rovigo - Mantova        | Stradale               | SP 91 |      | 1971                | Precedente ponte di barche del 1902, distrutto nel 1944. Ricostruito nel 1947 e in funzione fino alla costruzione del ponte attuale in cemento armato. |
| Ponte di Ficarolo - Ponte della Stellata             | Ficarolo - Bondeno                             | Rovigo - Ferrara        | Stradale               | SP 18 |      | 1970                | Precedentemente ponte in chiatte di legno e cemento del 1905. |
|                                                      | Occhiobello - Ferrara                          | Rovigo - Ferrara        | Autostradale           | Autostrada A13 |      | 1970                | Struttura in cemento armato, ristrutturato nel 2022 |
| Ponte stradale di Pontelagoscuro                     | Occhiobello - Ferrara                          | Rovigo - Ferrara        | Stradale               | SS 16 "Adriatica"                                                                                                 |      | 1949                | Ponte su chiatte di legno dal 1865 al 1912. Costruzione del 1912 in ferro, abbattuta durante la seconda Guerra mondiale e ricostruita nel dopoguerra |
| Ponte ferroviario di Pontelagoscuro                  | Occhiobello - Ferrara                          | Rovigo - Ferrara        | Ferroviario            | Ferrovia Padova - Bologna (doppio binario, elettrificata)                                                         |      | 1949                | Precedente ponte provvisorio in legno del 1866 a singolo binario, sostituito nel 1870 da ponte in ferro (date non univoche). Bombardato durante la seconda guerra mondiale. Ricostruito nel anni 1949, sempre a singolo binario. Nel 2001 è stato costruito un ponte gemello 13,5 metri più a valle, recante singolo binario. Il ponte originale è stato temporaneamente chiuso per rifacimento. Dal 2006 entrambi i manufatti sono utilizzati. |
| Ponte di Polesella                                   | Polesella - Riva di Po                         | Rovigo - Ferrara        | Stradale               | SP 40 |      | 1976                | Precedente ponte di barche del 1913, costruito col materiale derivante dalla demolizione del ponte di Pontelagoscuro. Attuale costruzione in cemento armato del 1976. Ultimo ponte sul tratto comune del fiume (prima della diramazione del Po di Goro). |
| Ponte di Adria - Corbola                             | Adria - Taglio di Po                           | Rovigo                  | Stradale               | SR 495 |      | 1993                | Ponte di barche del 1902, sostituito da struttura in ferro nel 1909. Era posto circa 1500 m a monte dell'attuale, tra Corbola e la località Curicchi. Fortemente danneggiato nel 1944-1945 dai bombardamenti, ricostruito nel dopoguerra. Abbattuto negli anni 90 in seguito alla costruzione del ponte attuale. A Corbola residuano indicazioni nella toponomastica locale.                                                                    |
| Ponte di Porto Viro                                  | Porto Viro - Taglio di Po                      | Rovigo                  | Stradale               | SS 309 "Romea" |      | 1970                | Ponte-viadotto molto lungo in cemento e acciaio, che nella sua lunghezza supera anche l'area paludosa golenale sulla sponda settentrionale. Poco a monte, presso la località Contarina, è stato presente dal 1914 al 1982 un ponte in ferro (bombardato durante la seconda guerra mondiale e ricostruito nel dopoguerra). È proposta la sua ricostruzione.                                                                                      |
| Ponte dell'Unione o ponte Ca’ Tiepolo - Ca' Venier   | Porto Tolle                                    | Rovigo                  | Stradale               | SP 35 |      | 1997                | |

## Po di Goro
| Nome                         | Comune                       | Provincia        | Tipo     | Infrastruttura passante | Foto | Entrata in servizio | Note                                                                                  |
| ---------------------------- | ---------------------------- | ---------------- | -------- | ----------------------- | ---- | ------------------- | ------------------------------------------------------------------------------------- |
| Ponte di Ariano nel Polesine | Ariano nel Polesine - Mesola | Rovigo - Ferrara | Stradale | Strada locale           |      |                     |                                                                                       |
|                              | Ariano nel Polesine - Mesola | Rovigo - Ferrara | Stradale | SR 495                  |      |                     |                                                                                       |
| Ponte di Mesola              | Ariano nel Polesine - Mesola | Rovigo - Ferrara | Stradale | SS 309 "Romea"          |      |                     |                                                                                       |
| Ponte di barche di Gorino    | Ariano nel Polesine - Goro   | Rovigo - Ferrara | Stradale | Strada locale           |      | 1976                | Costruito nel 1976 con le chiatte derivanti dalla demolizione del ponte di Polesella. |

## Po di Levante
| Nome                   | Comune                | Provincia | Tipo     | Infrastruttura passante | Foto | Entrata in servizio | Note |
| ---------------------- | --------------------- | --------- | -------- | ----------------------- | ---- | ------------------- | ---- |
| Conca di Volta Grimana | Loreo                 | Rovigo    | Stradale | SP 41                   |      |                     |      |
| Ponte "Fornaci"        | Loreo - Porto Viro    | Rovigo    | Stradale | SP 8                    |      |                     |      |
|                        | Rosolina - Porto Viro | Rovigo    | Stradale | SS 309 "Romea"          |      |                     |      |

## Po di Gnocca (o Po della Donzella)
| Nome                            | Comune                     | Provincia | Tipo     | Infrastruttura passante | Foto | Entrata in servizio | Note       |
| ------------------------------- | -------------------------- | --------- | -------- | ----------------------- | ---- | ------------------- | ---------- |
|                                 | Taglio di Po - Porto Tolle | Rovigo    | Stradale | SP38                    |      |                     |            |
| Ponte di barche di Santa Giulia | Taglio di Po - Porto Tolle | Rovigo    | Stradale | Strada locale           |      |                     | A pedaggio |

## Po di Maistra
| Nome                                       | Comune                   | Provincia | Tipo     | Infrastruttura passante | Foto | Entrata in servizio | Note |
| ------------------------------------------ | ------------------------ | --------- | -------- | ----------------------- | ---- | ------------------- | ---- |
| Ponte di Ca' Venier                        | Porto Viro – Porto Tolle | Rovigo    | Stradale | SP 37                   |      |                     |      |
| Ponte di barche di Scanarello - Boccasette | Porto Viro – Porto Tolle | Rovigo    | Stradale | Strada locale           |      |                     |      |

## Po di Tolle
| Nome                              | Comune      | Provincia | Tipo     | Infrastruttura passante | Foto | Entrata in servizio | Note                                                                         |
| --------------------------------- | ----------- | --------- | -------- | ----------------------- | ---- | ------------------- | ---------------------------------------------------------------------------- |
| Ponte di Polesine Camerini        | Porto Tolle | Rovigo    | Stradale | Via Corridoni Sud       |      | anni '60            | Precedente ponte del 1957, danneggiatosi negli anni successivi e ricostruito |
| Ponte degli Scardovari            | Porto Tolle | Rovigo    | Stradale | Strada locale           |      |                     |                                                                              |
| Ponte di barche di Lido Barricata | Porto Tolle | Rovigo    | Pedonale |                         |      |                     | Piccolo ponte di barche su un ramo terminale del Po di Tolle                 |